# Kevin McHale (Basketballspieler)
Kevin Edward McHale (* 19. Dezember 1957 in Hibbing, Minnesota) ist ein ehemaliger US-amerikanischer Basketballspieler. Von 2011 bis 2015 arbeitete McHale als Trainer der Houston Rockets.

## NBA
Zwischen 1980 und 1993 spielte er in der NBA für die Mannschaft der Boston Celtics. McHale ist 2,08 Meter groß und spielte auf der Position des Power Forward. 1981 wurde er im Anschluss an sein erstes Profijahr in das NBA All-Rookie Team berufen. 1984 und 1985 wurde er jeweils zum besten sechsten Mann, also zum besten Einwechselspieler der NBA, gewählt. Einmal, nämlich 1987, wurde er in das All-NBA First Team berufen. Außerdem wurde er in drei aufeinander folgenden Saisons (1986, 1987 und 1988) in das All-Defensive First Team berufen. Zudem wurde er insgesamt siebenmal ins NBA All-Star Team gewählt. Zusammen mit Larry Bird und den Celtics gewann er insgesamt drei Meisterschaften in der NBA (1981, 1984 und 1986). Im Jahre 1999 wurde er in die Naismith Memorial Basketball Hall of Fame aufgenommen.

## Trainerkarriere
Nach Beendigung seiner Karriere wurde McHale 1994 Manager der Minnesota Timberwolves. Er war auch kurzzeitig Trainer dieser Mannschaft: 2005 als Interimstrainer für Flip Saunders und in der Saison 2008/09. Er verließ anschließend die Wolves und übernahm am 1. Juni 2011 den Posten des Trainers bei den Houston Rockets. McHale verlängerte seinen Vertrag im Dezember 2014 um drei weitere Jahre, wurde jedoch am 18. November 2015 entlassen.